# Polonia en el Festival de la Canción de Eurovisión
Polonia participa en el Festival de la Canción de Eurovisión desde su debut en 1994. Aunque no se convirtió en miembro de la Unión Europea de Radiodifusión hasta 1993, el festival era transmitido en la televisión polaca de manera regular, aunque a veces con retraso.

## Historia
En 1994, Polonia tuvo un debut promisorio, Edyta Górniak y la canción «To Nie Ja» quedaron en segundo lugar y hasta 2025 ha sido la más exitosa del país, aunque ese mismo año casi fue descalificada porque Edyta cantó el coro de su canción en inglés durante los ensayos. Las canciones siguientes han sido menos exitosas, terminando, por lo regular, en medio de la lista final de resultados; aunque la mayor parte de las veces se vuelven favoritas de los fanáticos. En el 2000 y en el 2002, Polonia fue relegado debido a los malos resultados de los años anteriores.
Fue en el 2003, cuando Polonia organizó una selección pública que fue ganada por Ich Troje. Esta ha sido la única vez que Polonia se ha vuelto a colocar dentro de los diez mejores lugares. La canción trilingüe «Keine Grenzen-Żadnych granic» terminó en 7º lugar.
En 2005, TVP volvió a seleccionar su canción de manera interna y en el 2006 se organizó una selección pública, en ambos casos se logró llegar sólo al 11º lugar, quedando fuera de las finales al sólo pasar los primeros 10. En el 2007 Polonia volvió a quedar fuera, esta vez en el 14º lugar.
En 2008, Polonia consiguió pasar a la final por primera vez desde la implantación de este sistema. Pasó obteniendo un 10º puesto, pero aquel año por primera vez solo pasaban los 9 primeros y el 10º sería el país que elegiría un jurado. Curiosamente, el país elegido por el jurado fue Polonia, correspondiendo con la posición que la cantante estadounidense había conseguido. En los años posteriores, no consiguió avanzar a la final, hasta que en 2014, Donatan & Cleo con «My Słowianie - We Are Slavic» consiguiesen el puesto 14 con 62 puntos en la gran final. Para el siguiente año el país fue representado por Monika Kuszyńska con la canción «In the name of love». Ella terminaría en el puesto 23 de la gran final con 10 puntos. Aunque Alemania le da puntos a Polonia la mayoría de las veces y viceversa, no hay un patrón claro de votación en relación con los puntos que recibe o que da. Usualmente le da puntos a los países que eventualmente quedan en los primeros lugares y no es parte del voto "vecinal" o "de bloque". Una excepción es Ucrania, el cual siempre recibe votos por encima del promedio por parte de Polonia, lo que se puede comprobar que los polacos votan por la canción que más les haya gustado y no por si es un país vecino o no, aunque a veces también puedan influir los inmigrantes del país que mandaron sus votos a los lugares de su origen. Unos meses antes de que comenzase el festival de 2016, Polonia consiguió puestos altos en las casas de apuestas debido a que una de las participantes de la selección nacional, Margaret, era la gran favorita para llevarse el triunfo en la preselección. A pesar de eso, el cantante Michał Szpak ganó la selección sorprendiendo a muchos al no ser escogida Margaret. Después de la elección de Michał Polonia sufrió una bajada drástica en las casas de apuestas, pero al empezar los ensayos la actuación de Szpak hizo que Europa le cogiera cariño a la canción que sería 6° posición en su semifinal y más tarde un increíble 8° lugar en la final caracterizado por un gran desacuerdo entre el jurado y el televoto, pues el primero dejó a la canción «Color of your life» en el puesto 25°, con solo 7 puntos; pero luego sería salvado por el gran apoyo que se dio a lo largo del continente, que lo dejaría en un sorprendente 3° lugar. 
Polonia se planteó la posibilidad de abandonar el festival tras el mal resultado del 2008. Sin embargo, los polacos lo consideraron un logro porque fue la primera vez que desde que se implantaron las semifinales pudieron ir a la final. Finalmente participó en el 2009 con la canción «I don't wanna leave» pero esta vez no pasó a la final. A pesar de eso, estuvo cerca, ya que quedó en la 12º posición con 43 puntos. También decidieron participar en el 2010 con la canción «Legenda» pero sin lograr clasificar para la final.
Polonia confirmó su retirada del festival de 2012 tras el último puesto en la semifinal del año anterior con Magdalena Tul, argumentando el esfuerzo que le suponía la organización y cobertura de la Eurocopa 2012.
En tan solo 3 veces, este país ha quedado en el TOP-10 dentro de una gran final.

## Participaciones
Leyenda
     Ganador
     Segundo puesto
     Tercer puesto
     Cuarto o quinto puesto (Top 5)
     Último puesto
| Año                            | Sede       | Artista               | Canción                        | Final              | Pts.               | Semifinal               | Pts.                    |
| ------------------------------ | ---------- | --------------------- | ------------------------------ | ------------------ | ------------------ | ----------------------- | ----------------------- |
| 1994                           | Dublín     | Edyta Górniak         | «To nie ja»                    | 2                  | 166                | No hubo semifinales     | No hubo semifinales     |
| 1995                           | Dublín     | Justyna Steczkowska   | «Sama»                         | 18                 | 15                 | No hubo semifinales     | No hubo semifinales     |
| 1996                           | Oslo       | Kasia Kowalska        | «Chcę znać swój grzech...»     | 15                 | 31                 | 15                      | 42                      |
| 1997                           | Dublín     | Anna Maria Jopek      | «Ale jestem»                   | 11                 | 54                 | No hubo semifinales     | No hubo semifinales     |
| 1998                           | Birmingham | Sixteen               | «To takie proste»              | 17                 | 19                 | No hubo semifinales     | No hubo semifinales     |
| 1999                           | Jerusalén  | Mietek Szcześniak     | «Przytul mnie mocno»           | 18                 | 17                 | No hubo semifinales     | No hubo semifinales     |
| No participó en 2000           |            |                       |                                |                    |                    |                         |                         |
| 2001                           | Copenhague | Andrzej Piaseczny     | «2 long»                       | 20                 | 11                 | No hubo semifinales     | No hubo semifinales     |
| No participó en 2002           |            |                       |                                |                    |                    |                         |                         |
| 2003                           | Riga       | Ich Troje             | «Keine Grenzen-Żadnych granic» | 7                  | 90                 | No hubo semifinales     | No hubo semifinales     |
| 2004                           | Estambul   | Blue Café             | «Love song»                    | 17                 | 27                 | Top 11 del año anterior | Top 11 del año anterior |
| 2005                           | Kiev       | Ivan & Delfín         | «Czarna dziewczyna»            | No se clasificó    | No se clasificó    | 11                      | 81                      |
| 2006                           | Atenas     | Ich Troje             | «Follow My Heart»              | No se clasificó    | No se clasificó    | 11                      | 70                      |
| 2007                           | Helsinki   | The Jet Set           | «Time to party»                | No se clasificó    | No se clasificó    | 14                      | 75                      |
| 2008                           | Belgrado   | Isis Gee              | «For life»                     | 24                 | 14                 | 10                      | 42                      |
| 2009                           | Moscú      | Lidia Kopania         | «I don't wanna leave»          | No se clasificó    | No se clasificó    | 12                      | 43                      |
| 2010                           | Oslo       | Marcin Mroziński      | «Legenda»                      | No se clasificó    | No se clasificó    | 13                      | 44                      |
| 2011                           | Düsseldorf | Magdalena Tul         | «Jestem»                       | No se clasificó    | No se clasificó    | 19                      | 18                      |
| No participó entre 2012 y 2013 |            |                       |                                |                    |                    |                         |                         |
| 2014                           | Copenhague | Donatan & Cleo        | «My słowianie - We are slavic» | 14                 | 62                 | 8                       | 70                      |
| 2015                           | Viena      | Monika Kuszyńska      | «In the name of love»          | 23                 | 10                 | 8                       | 57                      |
| 2016                           | Estocolmo  | Michał Szpak          | «Color of your life»           | 8                  | 229                | 6                       | 141                     |
| 2017                           | Kiev       | Kasia Moś             | «Flashlight»                   | 22                 | 64                 | 9                       | 119                     |
| 2018                           | Lisboa     | Gromee y Lukas Meijer | «Light Me Up»                  | No se clasificó    | No se clasificó    | 14                      | 81                      |
| 2019                           | Tel Aviv   | Tulia                 | «Fire of love (Pali się)»      | No se clasificó    | No se clasificó    | 11                      | 120                     |
| 2020                           | Róterdam   | Alicja                | «Empires»                      | Festival cancelado | Festival cancelado | Festival cancelado      | Festival cancelado      |
| 2021                           | Róterdam   | Rafał                 | «The ride»                     | No se clasificó    | No se clasificó    | 14                      | 35                      |
| 2022                           | Turín      | Ochman                | «River»                        | 12                 | 151                | 6                       | 198                     |
| 2023                           | Liverpool  | Blanka                | «Solo»                         | 19                 | 93                 | 3                       | 124                     |
| 2024                           | Malmö      | Luna                  | «The Tower»                    | No se clasificó    | No se clasificó    | 12                      | 35                      |
| 2025                           | Basilea    | Justyna Steczkowska   | «Gaja»                         | 14                 | 156                | 7                       | 85                      |

## Votación de Polonia
Hasta 2025, la votación de Polonia ha sido:
| Más puntos otorgados solo en la gran final | Más puntos otorgados solo en la gran final | Más puntos otorgados solo en la gran final |
| Pos.                                       | País                                       | Puntos                                     |
| ------------------------------------------ | ------------------------------------------ | ------------------------------------------ |
| 1                                          | Ucrania                                    | 202                                        |
| 2                                          | Suecia                                     | 137                                        |
| 3                                          | Noruega                                    | 96                                         |
| 4                                          | Italia                                     | 81                                         |
| 5                                          | Israel                                     | 74                                         |
| 5                                          | Suiza                                      | 74                                         |

| Más puntos otorgados en semifinales y final | Más puntos otorgados en semifinales y final | Más puntos otorgados en semifinales y final |
| Pos.                                        | País                                        | Puntos                                      |
| ------------------------------------------- | ------------------------------------------- | ------------------------------------------- |
| 1                                           | Ucrania                                     | 277                                         |
| 2                                           | Suecia                                      | 213                                         |
| 3                                           | Noruega                                     | 151                                         |
| 4                                           | Australia                                   | 147                                         |
| 5                                           | Bélgica                                     | 124                                         |
| 5                                           | Estonia                                     | 124                                         |

| Más puntos recibidos solo en la final | Más puntos recibidos solo en la final | Más puntos recibidos solo en la final |
| Pos.                                  | País                                  | Puntos                                |
| ------------------------------------- | ------------------------------------- | ------------------------------------- |
| 1                                     | Alemania                              | 89                                    |
| 2                                     | Reino Unido                           | 76                                    |
| 3                                     | Irlanda                               | 67                                    |
| 4                                     | Ucrania                               | 61                                    |
| 5                                     | Francia                               | 59                                    |

| Más puntos recibidos en semifinales y final | Más puntos recibidos en semifinales y final | Más puntos recibidos en semifinales y final |
| Pos.                                        | País                                        | Puntos                                      |
| ------------------------------------------- | ------------------------------------------- | ------------------------------------------- |
| 1                                           | Alemania                                    | 175                                         |
| 2                                           | Reino Unido                                 | 160                                         |
| 3                                           | Irlanda                                     | 142                                         |
| 4                                           | Ucrania                                     | 130                                         |
| 5                                           | Bélgica                                     | 122                                         |

## 12 puntos
- Polonia ha dado 12 puntos a:

### Final (1994 - 2003)
| Año                  | País     |
| -------------------- | -------- |
| 1994                 | Hungría  |
| 1995                 | Noruega  |
| 1996                 | Irlanda  |
| 1997                 | Francia  |
| 1998                 | Bélgica  |
| 1999                 | Alemania |
| No participó en 2000 |          |
| 2001                 | Estonia  |
| No participó en 2002 |          |
| 2003                 | Bélgica  |

| Año                                  | País                                 | Año                            | País                           |
| ------------------------------------ | ------------------------------------ | ------------------------------ | ------------------------------ |
| No retransmitió la semifinal de 2004 | No retransmitió la semifinal de 2004 | 2010                           | Bélgica                        |
| 2005                                 | Hungría                              | 2011                           | Lituania                       |
| 2006                                 | Finlandia                            | No participó entre 2012 y 2013 | No participó entre 2012 y 2013 |
| 2007                                 | Letonia                              | No participó entre 2012 y 2013 | No participó entre 2012 y 2013 |
| 2008                                 | Armenia                              | 2014                           | Suiza                          |
| 2009                                 | Azerbaiyán                           | 2015                           | Suecia                         |

| Año  | Jurado     | Televoto  |
| ---- | ---------- | --------- |
| 2016 | Ucrania    | Ucrania   |
| 2017 | Portugal   | Portugal  |
| 2018 | Suecia     | Ucrania   |
| 2019 | Australia  | Islandia  |
| 2021 | Grecia     | Finlandia |
| 2022 | Suecia     | Suecia    |
| 2023 | Sin jurado | Eslovenia |
| 2024 | Sin jurado | Ucrania   |
| 2025 | Sin jurado | Ucrania   |

| Edición | País      | Edición                        | País                           |
| ------- | --------- | ------------------------------ | ------------------------------ |
| 2004    | Ucrania   | 2010                           | Dinamarca                      |
| 2005    | Ucrania   | 2011                           | Lituania                       |
| 2006    | Finlandia | No participó entre 2012 y 2013 | No participó entre 2012 y 2013 |
| 2007    | Ucrania   | No participó entre 2012 y 2013 | No participó entre 2012 y 2013 |
| 2008    | Armenia   | 2014                           | Países Bajos                   |
| 2009    | Noruega   | 2015                           | Suecia                         |

| Año  | Jurado     | Televoto |
| ---- | ---------- | -------- |
| 2016 | Ucrania    | Ucrania  |
| 2017 | Portugal   | Bélgica  |
| 2018 | Austria    | Ucrania  |
| 2019 | Australia  | Islandia |
| 2021 | San Marino | Ucrania  |
| 2022 | Ucrania    | Ucrania  |
| 2023 | Israel     | Ucrania  |
| 2024 | Suiza      | Ucrania  |
| 2025 | Suiza      | Ucrania  |

## Galería de imágenes
|                                |
| The Jet Set en Helsinki (2007) |

|                             |
| Isis Gee en Belgrado (2008) |

|                                 |
| Marcin Mroziński en Oslo (2010) |

|                                    |
| Magdalena Tul en Düsseldorf (2011) |

|                           |
| Cleo en Copenhague (2014) |

|                                  |
| Monika Kuszyńska en Viena (2015) |

|                                  |
| Michał Szpak en Estocolmo (2016) |

|                          |
| Kasia Moś en Kiev (2017) |

|                                        |
| Gromee y Lukas Meijer en Lisboa (2018) |

|                          |
| Tulia en Tel Aviv (2019) |

|                        |
| Ochman en Turín (2022) |

|                            |
| Blanka in Liverpool (2023) |

|                      |
| Luna in Malmö (2024) |

- Datos: Q261755
- Multimedia: Poland in the Eurovision Song Contest / Q261755